# Stefano Guidoni
Stefano Guidoni (Torino, 27 ottobre 1971) è un allenatore di calcio, dirigente sportivo ed ex calciatore italiano, di ruolo attaccante.

## Carriera

### Giocatore
Conta 2 presenze in Serie A con il Perugia e tante stagioni in Serie B (categoria nella quale ha totalizzato 283 presenze e 70 reti) sempre con Perugia e poi con Cosenza, con la quale ha giocato per tre stagioni guidato prima da Gianni De Biasi e da Bortolo Mutti mentre nell'ultima stagione in maglia rossoblu viene allenato da Emiliano Mondonico.
Ha giocato, sempre fra i cadetti, anche con Reggiana, Hellas Verona, Salernitana, Palermo, Venezia e Cremonese.
Ha concluso la carriera nel 2007 con la maglia dell'Ivrea.

### Allenatore
Dal 2007 al 2013 ha allenato nel settore giovanile della Juventus, precisamente i giovanissimi sperimentali.
Nel 2008 è stato assegnato agli Allievi Nazionali (under 17) della Juventus ed è stato confermato anche per la stagione 2009-2010.
Nel 2011 supera il corso Master per allenatori di Prima categoria Uefa Pro.
Il 26 luglio 2013 assume la guida del Derthona, formazione militante in Serie D, da cui viene esonerato il 26 agosto a campionato ancora da cominciare.
Nel settembre 2014 ricopre il ruolo di responsabile dell'area tecnica del Pino Calcio e l'anno successivo è l'allenatore della squadra giovanissimi.
Dall'agosto 2014 ricopre anche il ruolo di Team Manager della squadra di basket CUS Torino Basket.
Il 10 agosto 2022 assume la guida dell'A.S. Torino Calcio, formazione militante in Eccellenza, da cui viene esonerato l'11 ottobre, per essere poi richiamato nuovamente quaranta giorni dopo, il 22 novembre.  Dal 2023 è direttore tecnico delle giovanili del Beppe Viola

### Altre attività
Dal 2012 collabora saltuariamente con la rete televisiva Sportitalia come opinionista.